# میخائیل لرمانتف
میخائیل یوریویچ لرمانتف (به روسی: Михаи́л Ю́рьевич Ле́рмонтов)‏ (زادهٔ ۳ اکتبر ۱۸۱۴ در مسکو - درگذشتهٔ ۲۷ ژوئیهٔ ۱۸۴۱ در پیتیگورسک) فعال سیاسی-اجتماعی و نویسندهٔ روسی بود. لرمانتف از نویسندگان و شعرای نامی تاریخ معاصر روسیه به‌شمار می‌آید.
رمانهای قهرمان عصر ما و فاتالیست و دیوان اشعار او از مشهورترین آثار وی هستند. لرمانتف در روز ۲۷ ژوئیهٔ ۱۸۴۱ میلادی در یک سانحهٔ دوئل جان سپرد.

## زندگی
در سال ۱۸۳۶ مرگ ناگهانی پوشکین سبب شد که مردم روسیه با شاعر جوان و توانایی که در اندک زمانی جانشین پوشکین گشت، آشنا شوند. این شاعر جوان که با شعر محکم و آتشین خود بر سر مزار پوشکین دل مردم را، اعم از خاص و عام، به لرزه درآورده بود، از خانوادهای اشرافی موسوم به «میخائیل یوریویچ لرمانتف» بود که تا آن زمان جز معدودی از خویشان و آشنایانش کسی او را به شاعری نمی‌شناخت. مرثیهٔ پرشور لرمانتف دربارهٔ مرگ پوشکین، در اندک زمانی تکمیل و توسط دوستان او بین مردم پخش و موجب شهرت و تبعید وی شد، به‌طوری‌که چند روز پس از فاجعهٔ مرگ پوشکین شاعر، شاعر نویافته به تبعیدگاه زیبا ولی پرشروشور و خطرناک قفقاز رهسپار گردید.

## کودکی
لرمانتف از اوانِ کودکی گرفتار بی‌مهری سرنوشت خویش شد. چند سال پس از تولدش که به سال ۱۸۱۴ روی داد، مادرش که از خانواده اشرافی ثروتمند و بانفوذ «آرسنیف» بود زندگی را بدرود گفت. پدرش نیز که افسری بازنشسته و از نجبای بی‌پول و اصلاً اهل لرمنث اسکاتلند بود در مقابل سر سختی مادرزن خود تاب مقاومت نیاورد و سرانجام مجبور شد از کودک خردسال و محبوب خویش جدا شود و او را به دست الیزا آرسنیوا بسپارد. کشمکش دائمی که بین مادرزن و داماد به وقوع می‌پیوست و لرمانتف کوچک شاهد آن بود در روح حساس وی اثر عمیقی گذاشت که بعداً در نمایشنامه‌های او به‌ویژه منعکس گردید. دوران کودکی لرمانتف در ترخان که از املاک مادریش و در استان پنزا واقع بود در ناز و نعمت سپری گشت. در یازده سالگی الیرا آلکسیونا نوهٔ نحیف خویش را برای معالجه و تقویت به سرزمین آب‌های معدنی قفقاز برد و یک سال بعد او را در یکی از پانسیون‌های معروف اشرافی که وابسته به دانشگاه مسکو بود برای فراگرفتن تحصیلات مقدماتی گذارد. اولین اشعار لرمانتف که تقلیدی بود از آثار پوشکین و بایرون و البته فاقد هر نوع اهمیت ادبی می‌باشد در همین دوران به وجود آمد، لرمانتف چنانچه رسم نجبای آن زمان بود از کودکی با زبان‌های فرانسه، آلمانی و انگلیسی آشنا شد و استعداد و علاقه زیادی به تئاتر، موسیقی و نقاشی ابراز نمود چنانچه علاوه بر آثار ادبی تعداد زیادی از پرتره‌های نقاشی اعم از صورت گری و تصویر مناظر طبیعی از وی به یادگار مانده که اغلب در موزه نگهداری می‌شود.

## دوران جوانی
در سال ۱۸۳۰ لرمانتف جوان ابتدا برای تحصیل حقوق سیاسی وارد دانشگاه مسکو شد و پس از اندک زمانی به دلیل علاقه مفرطی که به ادبیات داشت به رشته ادبیات آن دانشگاه منتقل گردید اما قبل از پایان تحصیلات به واسطه رفتار گستاخی که داشت از دانشگاه اخراج گشت و چون ورود به دانشگاه پترزبورگ هم برایش میسر نشد به ناچار در مدرسه نظام به ادامه تحصیل پرداخت و پس از اتمام آن با درجه افسری در یکی از هنگ‌های برگزیده به خدمت مشغول شد. دوره جوانی لرمانتف مصادف با زمان استبداد فوق‌العاده نیکلای اول بود. بدبینی حاکم در میان روشنفکران و اهل علم و ادب به شاعر جوان نیز سرایت کرد و او را از اولیلی امور و متنفذان معاصرش رو گردان و منزجر نمود. لرمانتف با اینکه شخصاً اهل مطالعه و تحقیق بود لیکن بر خلاف جوانان تحصیلکرده همدوره خود در هیچ‌یک از مجامع فلسفی آن زمان شرکت نکرد و ظاهراً به زندگی پر عیش و نوش افسران. خویشتن را سرگرم می‌نمود و فقط گاهی به سرودن اشعاری که جز برای یاران یکدل برای کسی نمی‌خواند اشتغال می‌ورزید.

## دوران تبعید، دوئل و فرجام کار
تبعیدی که بر اثر خواندن مرثیه در وصف پوشکین. لرمانتف را به قفقاز رانده بود با اعمال نفوذ و اقدامات مادر بزرگش بیش از یک سال طول نکشید اما در سال ۱۸۴۰ لرمانتف به مجازات دوئل که با «دوبارانت» پسر وزیر مختار فرانسه کرد مجدداً به قفقاز تبعید گردید و در آنجا در اثر زخمی که در دوئل با افسری به نام «مارتینف» برداشت، در سال ۱۸۴۱ میلادی در ۲۶ سالگی یعنی هنگامی که قوه خلاقه اش به کمال رشد و قدرت رسیده بود درگذشت. کالبد شاعر ناکام را عده بسیار قلیلی از دوستان نظامی و غیرنظامی او در پایه کوه با ابهت ماشوک به خاک سپردند و با اینکه پس از مدتی جسد لرمانتف را به ترخان منتقل کردند و در آرامگاه خانوادگی مادرش جای دادند اما تا به امروز مکان زیبای نخستین مدفن شاعر در قفقاز به نام «غار لرمانتف» مشهور و محل گردش و سیاحت مسافران و اهالی خود پیتی گورسک می‌باشد و از آن مثل موزه‌ای نگهداری و مواظبت می‌گردد

## برخی آثار

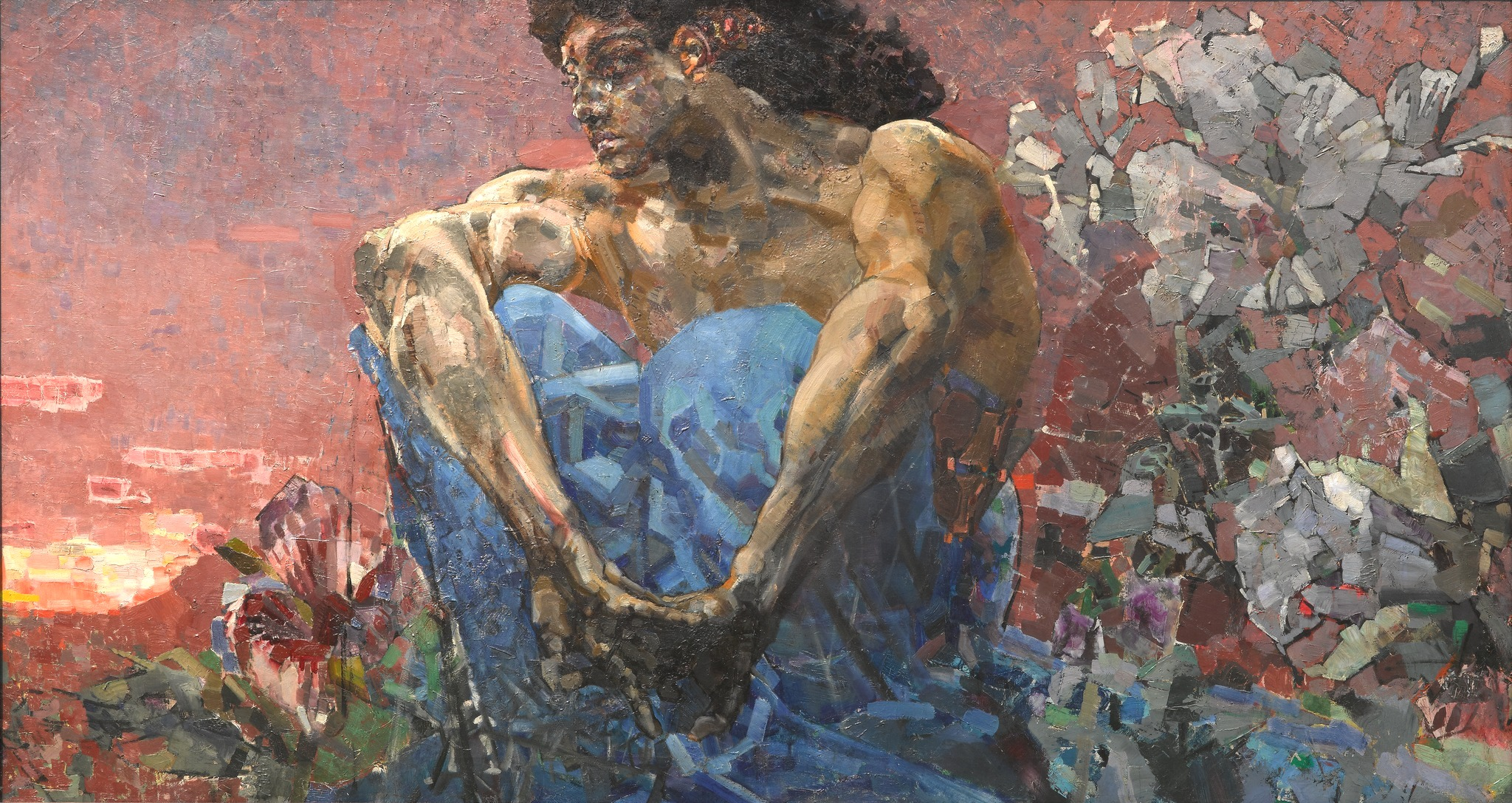
نوراهب

لرمانتف در ادبیات روسی مقام بلندی دارد و با اینکه بزرگ‌ترین شاعر رومانتیک آن سرزمین شمرده می‌شود از بانیان رئالیسم در نظم و نثر آن کشور هم به حساب می‌آید، دو داستان منظوم وی نوراهب و ابلیس از شاهکارهای سرزمینش محسوب می‌شوند، وصفی که از مناظر زیبای طبیعت قفقاز مکرر در این دو منظومه آمده به اندازه‌ای دلنشین و خیره کننده است که کمتر مانند آن را در ادبیات روسی می‌توان یافت. آن سرکشی و عصیانی که از مشخصات رمانتیسم بایرون است و در ادبیات جهان به نام «رمانتیسم بایرون» مشهور شده به بهترین وجهی در این دو نوشته مشهود است. منظومه «ابلیس» به‌ویژه که حاصل تقریباً ده سال کار شاعر است از لحاظ فراوانی صحنه‌های بدیع و پر نقش و نگار طبیعت و وصف آداب و زندگی قفقازیها و بیان معانی لطیف و بکر عشقی و فلسفی از بهترین نمونه‌های منظوم به‌شمار می‌آید. شهرتی که لرمانتف در دنیا دارد بیشتر به خاطر اشعار پر مغز و دلچسب او است. شعرش با آنکه لطیف و روان است حاوی مطالب ژرف فلسفی و روان‌شناسی نیز می‌باشد. وی نخستین کسی بود که مسائل گوناگون و متناقض یک فکر پیچیده و جولان و جستجوی دور و دراز آن را به شعر نغز و روان روسی درآورد و مشکلات زمان خود را در ادبیات محکم و سلیس و منعکس ساخت. اراده و قوت احساس و تفکر که به نظر لرمانتف مهم‌ترین خاصیت آدمی است، به وجه عالی در اشعار او تجلی نموده‌است. اشعار کوتاه وی، به‌ویژه آنچه پس از ۱۸۳۶ سروده شده از بهترین نمونه شعر روسی است.